# Vilyvitány, Borsod-Abaúj-Zemplén
Vilyvitány este un sat în districtul Sátoraljaújhely, județul Borsod-Abaúj-Zemplén, Ungaria, având o populație de 265 de locuitori (2011). 

## Demografie
Componența etnică a satului Vilyvitány
     Maghiari (96,1%)
     Romi (3,9%)
Componența confesională a satului Vilyvitány
     Romano-catolici (41,13%)
     Reformați (26,42%)
     Greco-catolici (7,92%)
     Necunoscută (24,53%)
Conform recensământului din 2011, satul Vilyvitány avea 265 de locuitori. Din punct de vedere etnic, majoritatea locuitorilor (96,1%) erau maghiari, cu o minoritate de romi (3,9%). Nu există o religie majoritară, locuitorii fiind romano-catolici (41,13%), reformați (26,42%) și greco-catolici (7,92%). Pentru 24,53% din locuitori nu este cunoscută apartenența confesională.